# چارلزتون (میسیسیپی)
چارلزتون (به انگلیسی: Charleston) شهری در ایالت میسیسیپی کشور ایالات متحده آمریکا است که جمعیت آن در سرشماری سال ۲۰۱۰ میلادی، ۲٬۱۹۳ نفر بوده‌است.

## نگارخانه

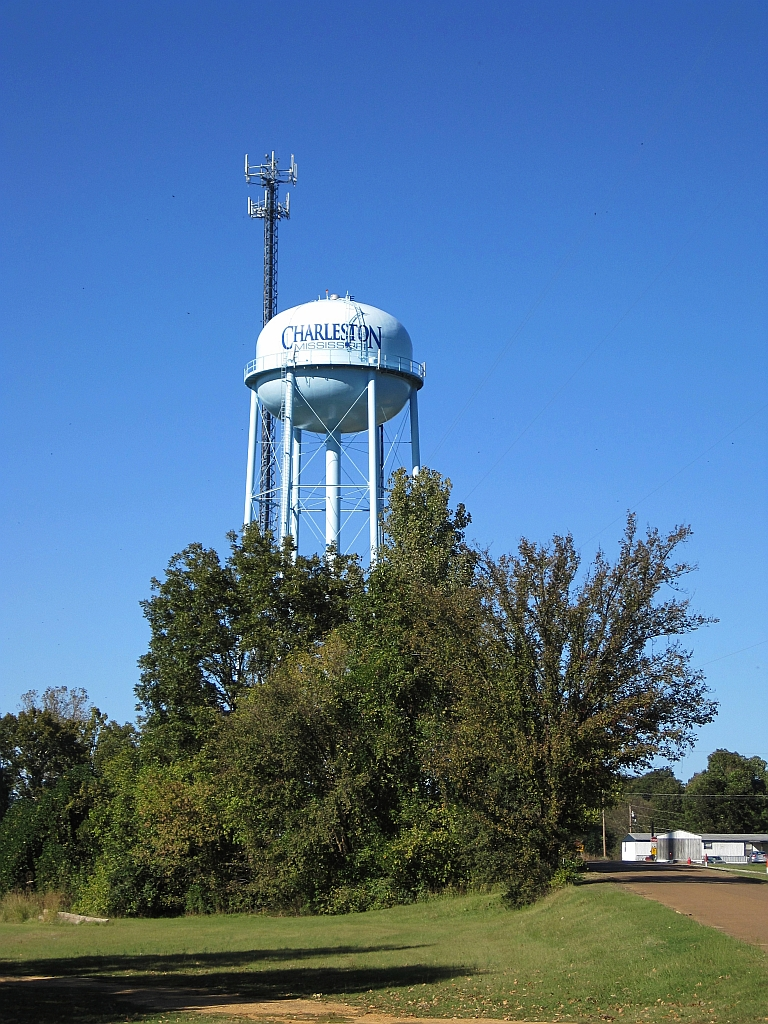
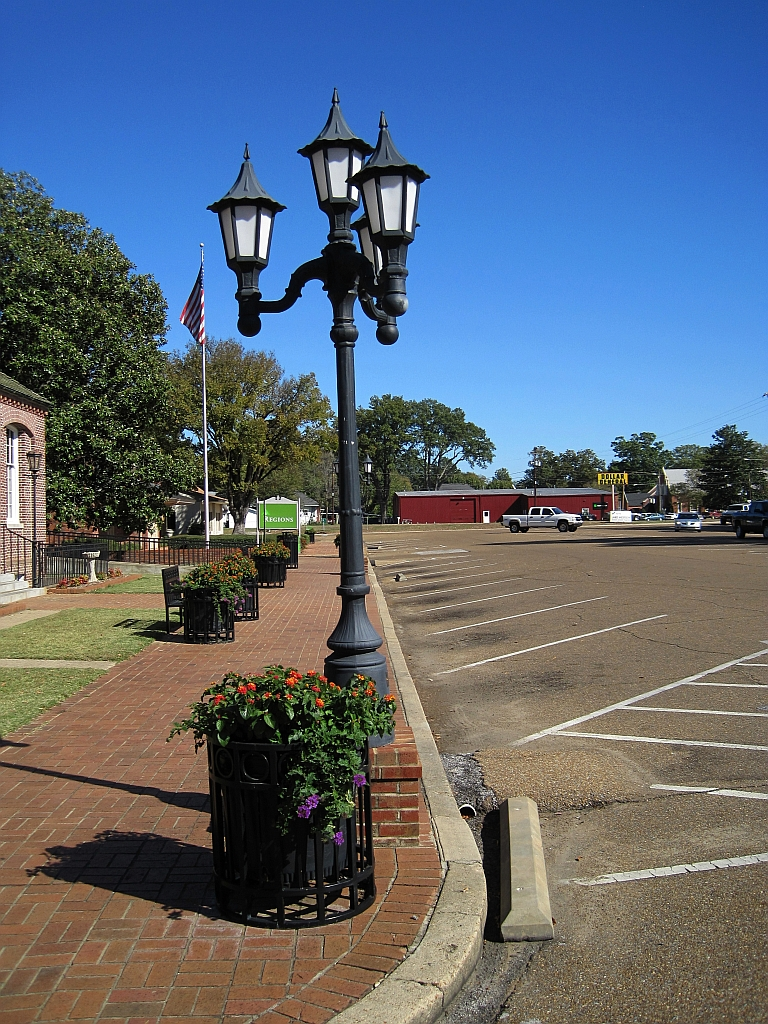
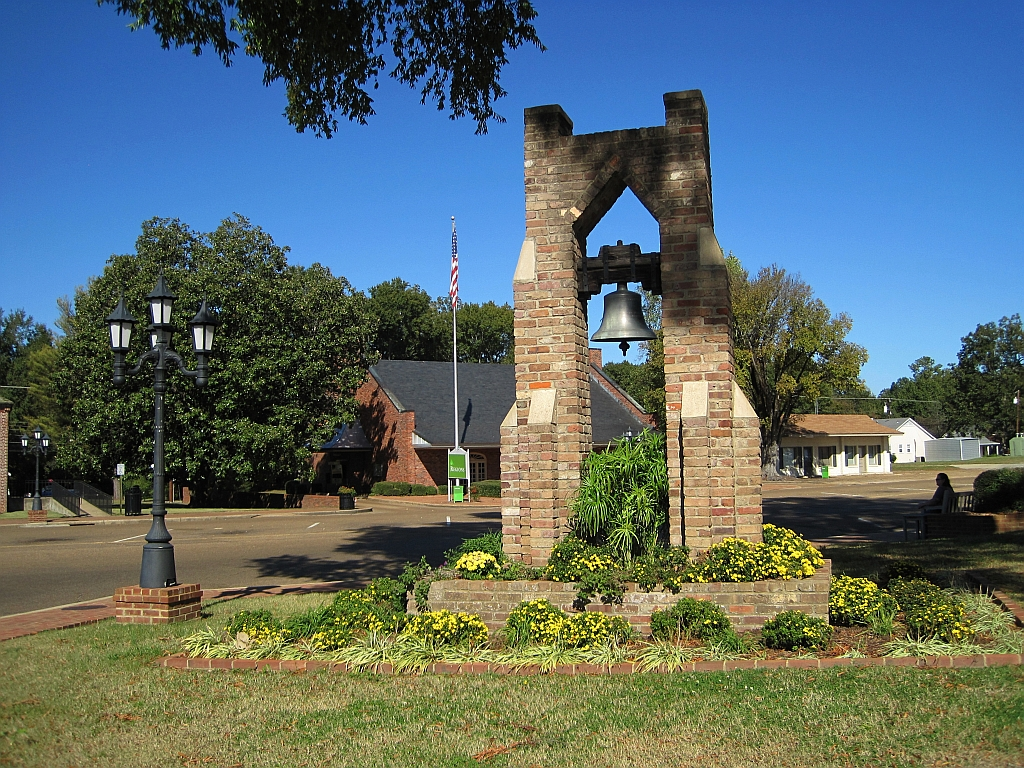
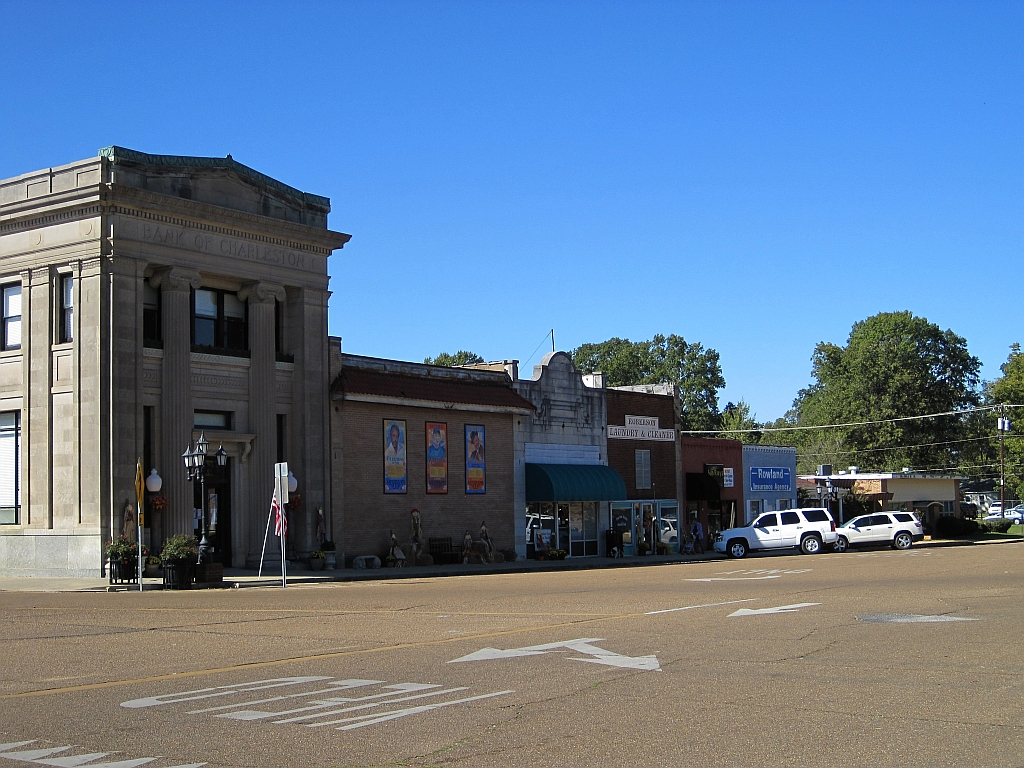
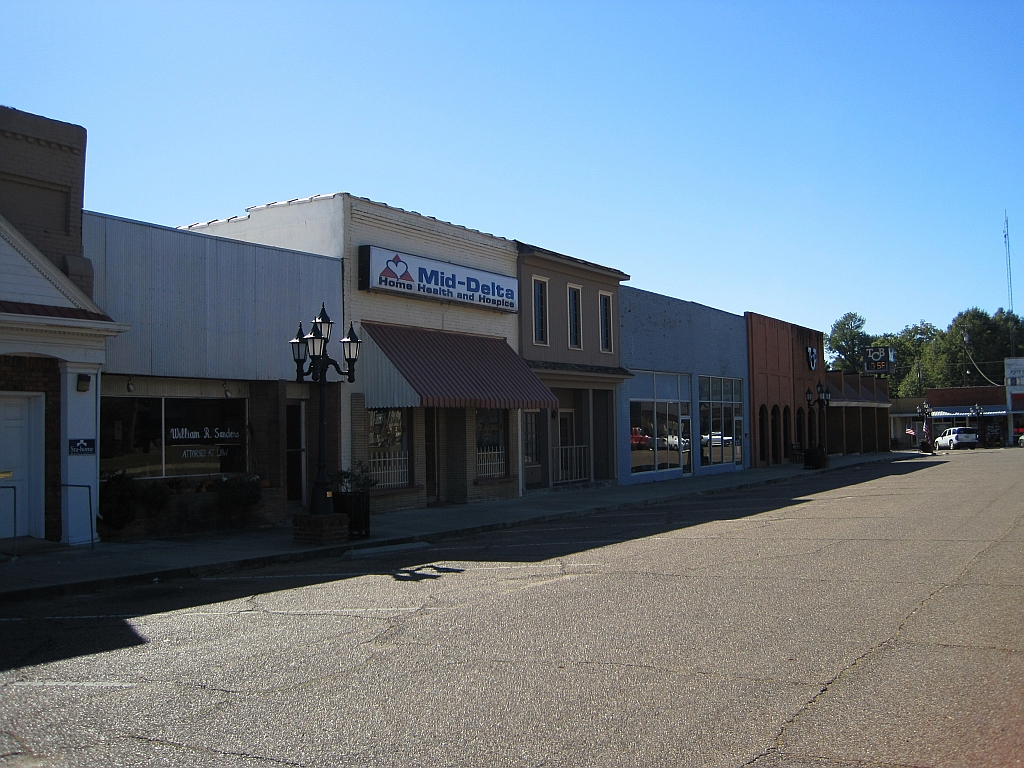
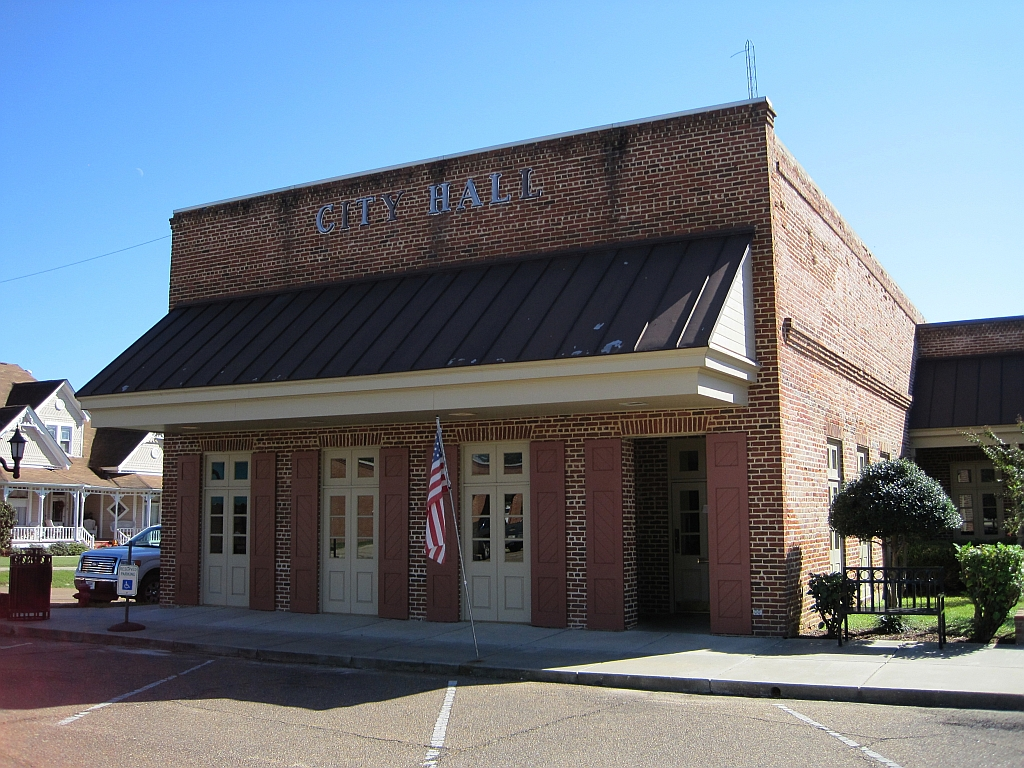
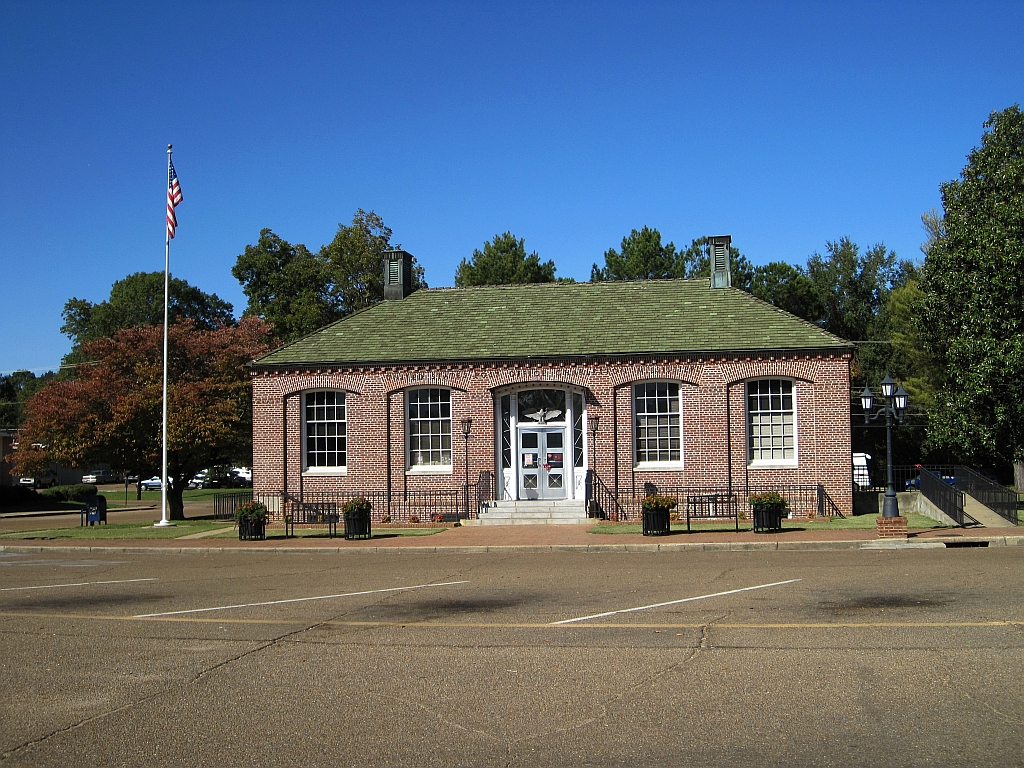
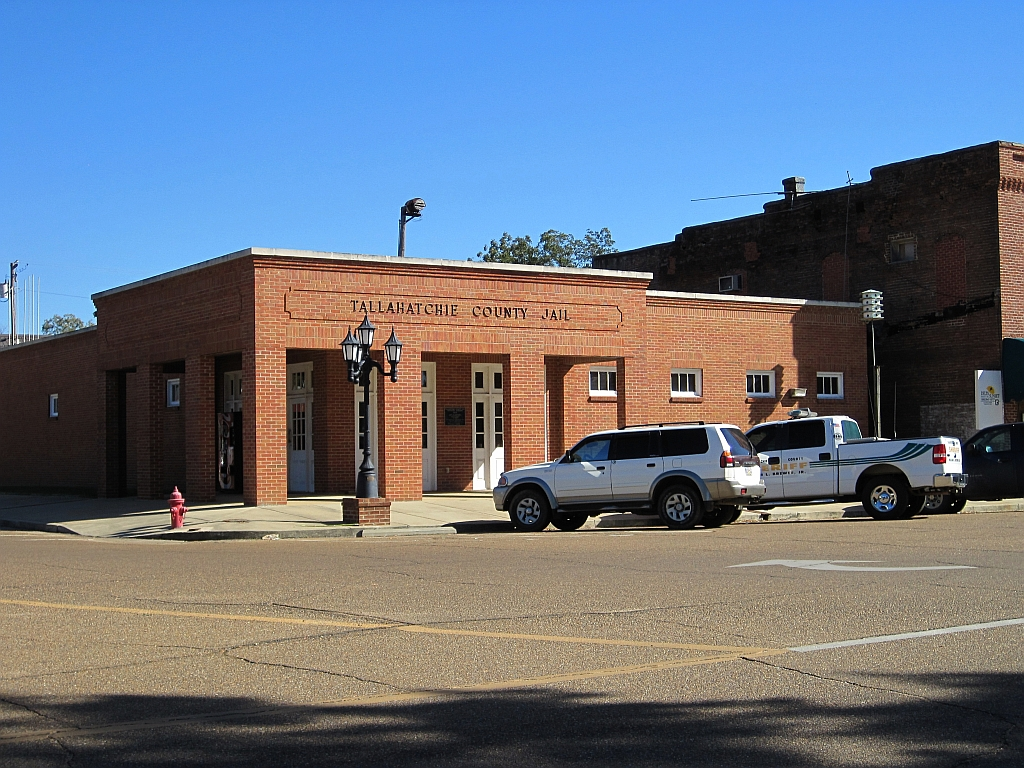
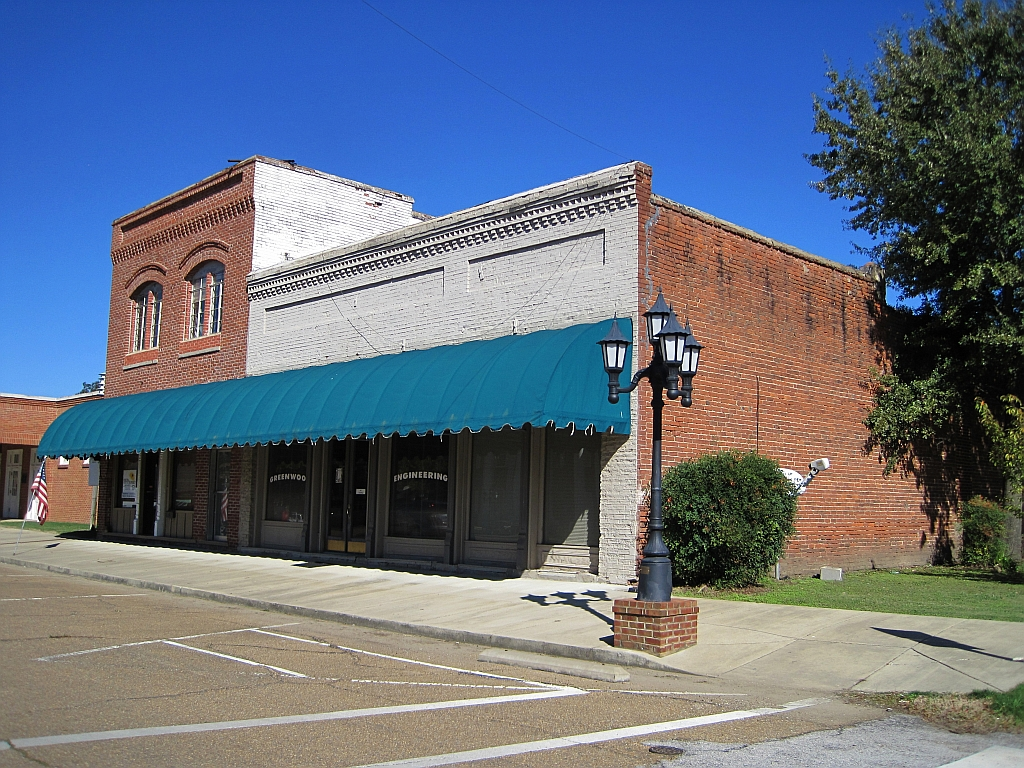
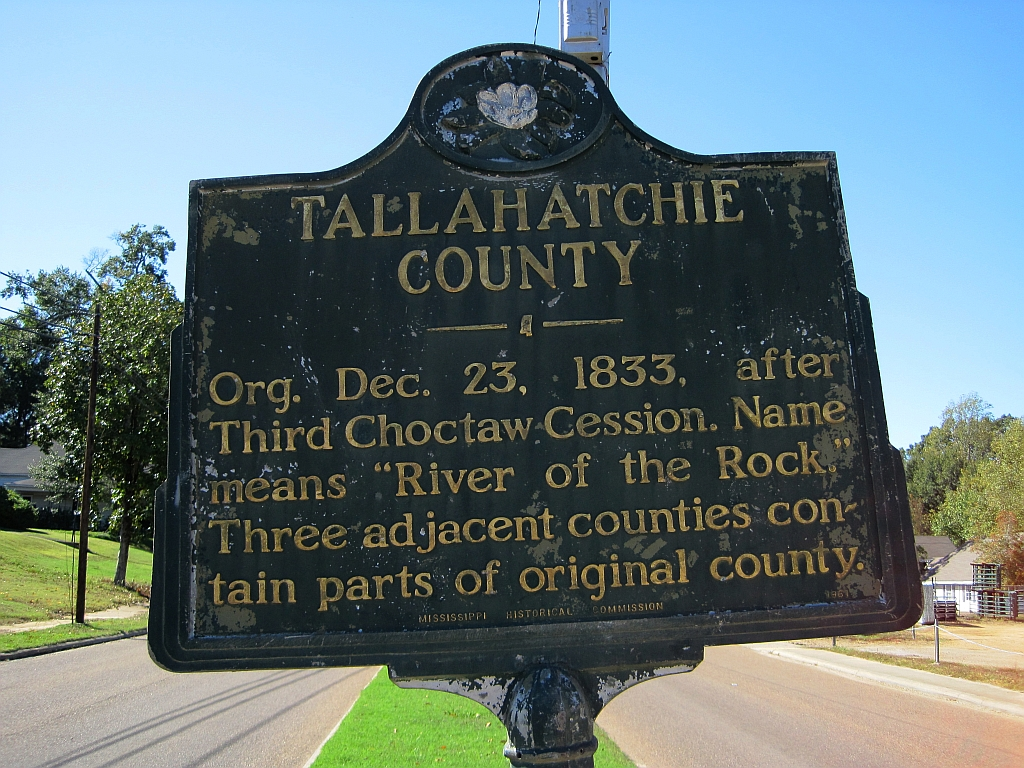
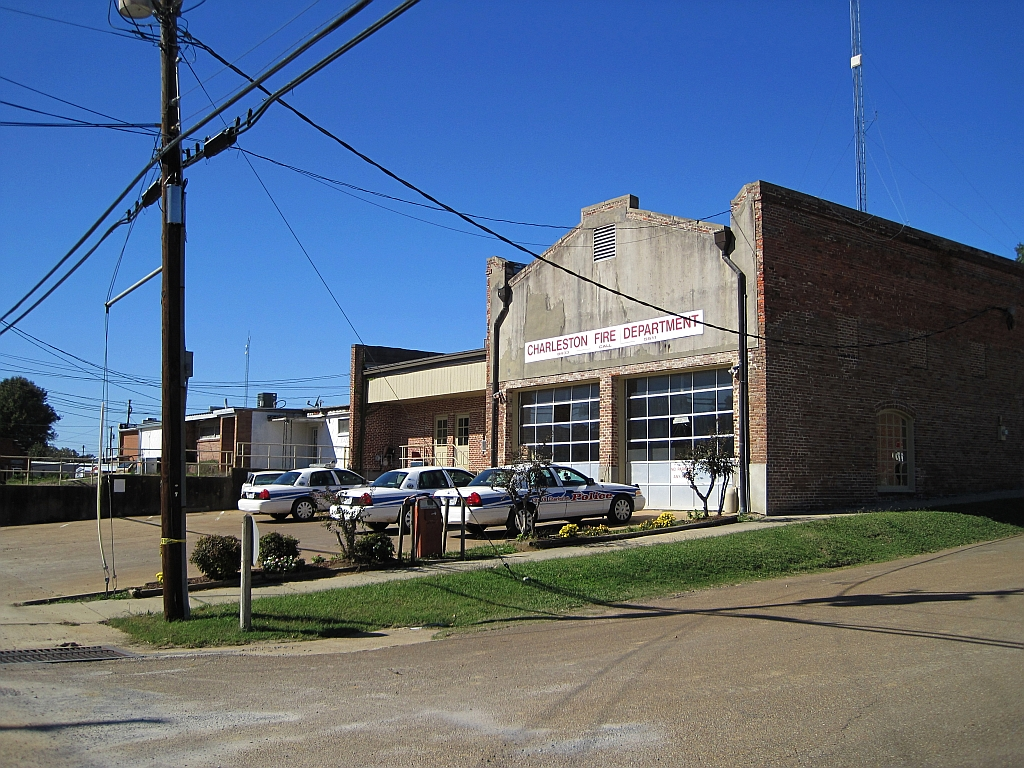
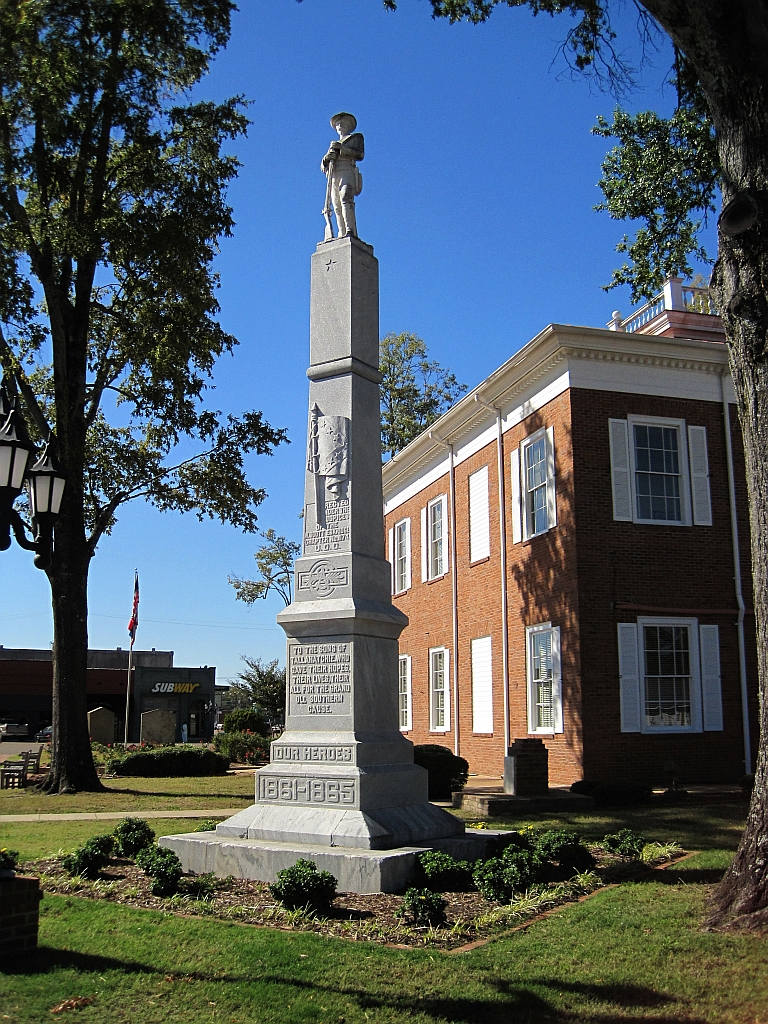